# It's Alive (album)
It's Alive uživo je album od američkog punk rock sastava Ramones, koji izlazi u travnju 1979.g. Materijal za album je snimljen 31. prosinca 1977. u Rainbow Theatre, London. Naslov se odnosi na istoimeni film strave i užasa iz 1974. godine. Album je originalno izašao na dva LP-a, a sadržavao je i nedovršene skladbe s njihova prva tri studijska albuma. U Rainbow Theatreu snimili su četiri koncerta ali za album je izabran onaj održan na staru godinu, s obzirom na to da je deset redova sa sjedalima iščupano i bačeno na pozornicu, što je bio dovoljan razlog da se donese odluka kako je to najbolje prihvaćen koncert od publike. Koncert je također snimljen i na filmskoj traci, a kasnije je objavljen na DVD-u pod nazivom It's Alive 1974-1996. Na tim snimkama se vidi kako Joey Ramone vrlo profesionalno izvodi vokale na koncertu. Ovaj album se smatra jednim od najboljih uživo albuma u povijesti rock and rolla.
Album postiže zlatnu nakladu u Argentini 1993. godine.

## Popis pjesama
Sve pjesme napisao je sastav Ramones, osim gdje je drugačije naznačeno.
1. "Rockaway Beach" – 2:24
2. "Teenage Lobotomy" – 1:55
3. "Blitzkrieg Bop" – 2:05
4. "I Wanna Be Well" – 2:23
5. "Glad to See You Go" – 1:51
6. "Gimme Gimme Shock Treatment" – 1:37
7. "You're Gonna Kill That Girl" – 2:28
8. "I Don't Care" – 1:41
9. "Sheena Is a Punk Rocker" – 2:16
10. "Havana Affair" – 1:35
11. "Commando" – 1:40
12. "Here Today, Gone Tomorrow" – 2:55
13. "Surfin' Bird" (Al Frazier, Sonny Harris, Carl White, Turner Wilson) – 2:20
14. "Cretin Hop" – 1:46
15. "Listen to My Heart" – 1:36
16. "California Sun" (Henry Glover, Morris Levy) – 1:45
17. "I Don't Wanna Walk Around With You" – 1:25
18. "Pinhead" – 2:46
19. "Do You Wanna Dance?" (Bobby Freeman) – 1:39
20. "Chainsaw" – 1:29
21. "Today Your Love, Tomorrow the World" – 1:55
22. "I Wanna Be a Good Boy" – 2:03
23. "Judy Is a Punk" – 1:14
24. "Suzy Is a Headbanger" – 1:53
25. "Let's Dance" (Jim Lee) – 2:03
26. "Oh Oh I Love Her So" – 1:40
27. "Now I Wanna Sniff Some Glue" – 1:18
28. "We're a Happy Family" – 2:07

## Izvođači
- Joey Ramone - prvi vokal
- Johnny Ramone - gitara, prateći vokali
- Dee Dee Ramone - bas-gitara, prateći vokali
- Tommy Ramone - bubnjevi

### Produkcija
- Tommy Ramone, Tom Erdelyi - Producent
- Ed Stasium - Projekcija

## Vanjske poveznice
- discogs.com - Ramones - It's Alive